# قلنج لانمش
قلنج لانمش هي قرية في مقاطعة بل دشت، إيران. يقدر عدد سكانها بـ 1063 نسمة بحسب إحصاء 2016.